# Villanueva de los Infantes (Ciudad Real)
Villanueva de los Infantes es un municipio y ciudad español del sureste de la provincia de Ciudad Real, en la comunidad autónoma de Castilla-La Mancha. Es cabeza de partido judicial y capital del Campo de Montiel y cuenta con una población de 4828 habitantes (INE 2022). 
Está catalogado como uno de Los Pueblos Más Bonitos de España desde el año 2017 y pertenece desde entonces a la asociación homónima.

## Historia
En el término municipal de Villanueva de los Infantes hay numerosos testimonios de poblamiento ibérico oretano, romano altoimperial y tardorromano. No obstante, en el emplazamiento de la misma localidad no hay testimonios de ningún dato arqueológico con una cronología anterior a la Edad Media. Recientemente también se ha desmentido la supuesta existencia de la colonia romana de Anticuaria Augusta, supuestamente fundada por el liberto Marco Ulpio Gresario (CIL 3235), tal y como señala una leyenda.
El poblamiento de Villanueva de los Infantes parece derivar de la confluencia de las poblaciones medievales de La Moraleja, Jamila y el Castillo de Peñaflor. Jamila, situada frente al santuario de la Virgen de la Antigua, es un edificio columnado que, aunque tiene orígenes ibéricos, fue monumentalizado entre los siglos XIII-XIV. Según excavaciones recientes, el edificio se abandonó y acabó incendiado, lo cual puede coincidir con que a mediados del siglo XIV tanto la población de Jamila como la de Peñaflor se trasladaran a La Moraleja por razones de salubridad.
La Moraleja fue aldea dependiente de Montiel hasta que se convirtió en villa independiente el 10 de febrero de 1421 gracias al privilegio dado por el maestre de Santiago e infante de Aragón, Enrique. Según Carlos J. Rubio, el maestre dio este privilegio con fines políticos y también dio a la villa el primer nombre de Villanueva del Infante, que no fue aceptado por los enemigos de Enrique. En 1480 el maestre don Alonso de Cárdenas acabó con la controversia al mandar que se llamase Villanueva de los Infantes en alusión a Enrique y sus hermanos.
La villa siguió creciendo y se proclamó capital del Campo de Montiel por Felipe II en 1573, momento en el que se establecieron la vicaría y la Gobernación. Figuras como Santo Tomás de Villanueva, el humanista Bartolomé Jiménez Patón, el artista Francisco Cano o grandes iconos culturales como Quevedo, Cervantes y Lope de Vega convirtieron la villa en un importante foco cultural y espiritual.
Con un relevante papel estratégico y militar en la Guerra de la Independencia, estuvo bajo dominio francés desde el 1 de enero de 1810, aunque este dominio duró menos de dos años. Tras ser recuperada, en ella se instaló la Junta Superior de La Mancha.
La decadencia de la población se inició a mediados del siglo XIX, al ser desposeída de su antigua gobernación en 1834 y de la vicaría en 1875. En 1895 la regente María Cristina le concedió el título de ciudad y ya en el siglo XX, en 1974, fue declarada Conjunto Histórico-Artístico
y en 2004 considerada "El lugar de la Mancha" de Don Quijote por un equipo de la Universidad Complutense liderado por el doctor en sociología, natural de Villanueva de los Infantes, Francisco Parra Luna.
Hasta la reforma de la nomenclatura municipal de 1916 el municipio se llamaba Infantes ó Villanueva de los Infantes. En dicha fecha su nombre fue modificado por el de Infantes.

## Símbolos
El escudo de Villanueva de los Infantes fue otorgado en 1421 por el infante Enrique. Representa la cruz de la Orden de Santiago con un castillo y un león, en alusión a los reinos de Castilla y León; y dos escudos de la Casa de Aragón en alusión al infante Enrique (hermano de Alfonso V de Aragón).
La bandera de Villanueva de los Infantes fue otorgada en 1986. Es de dos colores: El rojo carmesí representa a Castilla y el blanco a la Orden de Santiago.

## Ubicación
Villanueva de los Infantes se halla en el centro de la Altiplanicie del Campo del Montiel y de la comarca histórica homónima.
Las localidades cercanas más importantes son Valdepeñas (30 km), Manzanares (44 km) y Almagro (70 km). Se sitúa a 92 km de la capital de la provincia, Ciudad Real, y a 220 km de Madrid.
Los ríos más importantes son el Jabalón, afluente del Guadiana que nace a 20 km de Villanueva de los Infantes en Los Ojos de Montiel (Montiel) y el Azuer que nace en el término de Villahermosa, en pleno corazón del Campo de Montiel.

## Demografía
Villanueva de los Infantes cuenta con una población de 4785 habitantes (INE 2024).
| Gráfica de evolución demográfica de Villanueva de los Infantes entre 1842 y 2021 |
| |
| Población de derecho según los censos de población del INE Población de hecho según los censos de población del INEEn este censo se denominaba Villanueva de los Infantes: 1842 En estos censos se denominaba Infantes ó Villanueva de los Infantes: 1860, 1877 y 1887 En estos censos se denominaba Infantes: 1897, 1900, 1910, 1920, 1930, 1940 y 1950 |

## Administración y política

### Listado de alcaldes desde 1979
| Nombre                                | Lista     | Fecha de posesión       | Fecha de baja         |
| ------------------------------------- | --------- | ----------------------- | --------------------- |
| Miguel Montalbán Simarro              | PSCM-PSOE | 19 de abril de 1979     | 23 de mayo de 1983    |
| Miguel Montalbán Simarro              | PSCM-PSOE | 23 de mayo de 1983      | 30 de junio de 1987   |
| Miguel Montalbán Simarro              | PSCM-PSOE | 30 de junio de 1987     | 15 de junio de 1991   |
| Tomás de Villanueva Rodríguez Sánchez | PSCM-PSOE | 15 de junio de 1991     | 17 de junio de 1995   |
| Tomás de Villanueva Rodríguez Sánchez | PSCM-PSOE | 17 de junio de 1995     | 30 de octubre de 1995 |
| Mariano Sabina Machado                | PSCM-PSOE | 10 de noviembre de 1995 | 3 de julio de 1999    |
| Miguel Ángel Ortiz Sánchez            | PP-CLM    | 3 de julio de 1999      | 14 de junio de 2003   |
| Mariano Sabina Machado                | PSCM-PSOE | 14 de junio de 2003     | 16 de junio de 2007   |
| Gabino Marco Solera                   | PP-CLM    | 16 de junio de 2007     | 11 de junio de 2011   |
| Gabino Marco Solera                   | PP-CLM    | 11 de junio de 2011     | 30 de enero de 2014   |
| Carmen María Montalbán Martínez       | PP-CLM    | 8 de febrero de 2014    | 13 de junio de 2015   |
| Antonio Ruiz Lucas                    | PSCM-PSOE | 13 de junio de 2015     | 15 de junio de 2019   |
| Carmen María Montalbán Martínez       | PP-CLM    | 15 de junio de 2019     | 17 de junio de 2023   |
| Carmen María Montalbán Martínez       | PP-CLM    | 17 de junio de 2023     |                       |

### Composición del ayuntamiento por legislatura
1979-1983
| Lista     | N.⁰ de concejales |
| --------- | ----------------- |
| UCD       | 6                 |
| PSCM-PSOE | 6                 |
| PCE       | 1                 |
| Total     | 13                |

1983-1987
| Lista     | N.⁰ de concejales |
| --------- | ----------------- |
| PSCM-PSOE | 9                 |
| AP-PDP-UL | 4                 |
| Total     | 13                |

1987-1991
| Lista     | N.⁰ de concejales |
| --------- | ----------------- |
| PSCM-PSOE | 6                 |
| AP        | 5                 |
| PDP-AAI   | 1                 |
| CDS       | 1                 |
| Total     | 13                |

1991-1995
| Lista     | N.⁰ de concejales |
| --------- | ----------------- |
| PSCM-PSOE | 7                 |
| PP-CLM    | 5                 |
| CDS       | 1                 |
| Total     | 13                |

1995-1999
| Lista     | N.⁰ de concejales |
| --------- | ----------------- |
| PSCM-PSOE | 4                 |
| PP-CLM    | 4                 |
| ICI       | 3                 |
| UC        | 1                 |
| IU-CLM    | 1                 |
| Total     | 13                |

1999-2003
| Lista     | N.⁰ de concejales |
| --------- | ----------------- |
| PSCM-PSOE | 6                 |
| PP-CLM    | 4                 |
| ICI       | 3                 |
| Total     | 13                |

2003-2007
| Lista     | N.⁰ de concejales |
| --------- | ----------------- |
| PSCM-PSOE | 8                 |
| PP-CLM    | 3                 |
| ICI       | 2                 |
| Total     | 13                |

2007-2011
| Lista     | N.⁰ de concejales |
| --------- | ----------------- |
| PP-CLM    | 7                 |
| PSCM-PSOE | 6                 |
| Total     | 13                |

2011-2015
| Lista     | N.⁰ de concejales |
| --------- | ----------------- |
| PP-CLM    | 7                 |
| PSCM-PSOE | 6                 |
| Total     | 13                |

2015-2019
| Lista     | N.⁰ de concejales |
| --------- | ----------------- |
| PSCM-PSOE | 7                 |
| PP-CLM    | 6                 |
| Total     | 13                |

2019-2023
| Lista      | N.⁰ de concejales |
| ---------- | ----------------- |
| PP-CLM     | 6                 |
| PSCM-PSOE  | 6                 |
| Ciudadanos | 1                 |
| Total      | 13                |

## Clima, fauna y flora
Villanueva de los Infantes pertenece por su latitud al clima mediterráneo que se caracterizan por la estacionalidad de las temperaturas. Este clima está influenciado por el hecho de estar situado en el interior de la península ibérica y en la meseta, a 890 m s. n. m.
Los inviernos son fríos (media de 5 °C) y los veranos cálidos y secos (media de 32 °C). Las temperaturas aun así pueden llegar a descender por debajo de los -5 °C. Hay una gran brusquedad en el cambio de estaciones: primavera y otoño son meras transiciones y podemos encontrar en ellas situaciones típicas de invierno o verano. Las precipitaciones son irregulares a lo largo del año.
Entre la fauna de la zona hay que destacar las aves (perdiz, codorniz, cigüeña, abubilla, ruiseñor...) y los mamíferos (conejo y liebre). También existen algunos reptiles.
La flora predominante es el matorral: romero, jaras, salvias, tomillo... han ido proliferando en terreno que los encinares han cedido al hombre para los cultivos de secano (cereal, vid y olivo). El principal elemento arbóreo de la zona es la encina.

## Yacimientos arqueológicos
Edad del Cobre
Alrededor de Villanueva de los Infantes encontramos restos prehistóricos de poblaciones de la Edad del Cobre e inicios de la Edad del Bronce de gran valor en la Meseta Sur, como El Castillón, el Cerro de los Conejos o el Arroyo del Toril, con cronologías entre el 2500-1200 a. C. aproximadamente. Destacan cerámicas campaniformes, ciempozuelos, puntilladas, etc., industria ósea y elementos de prestigio como ámbar o marfil. Todo ello y su ubicación en el valle del río Jabalón -sobre las vías naturales este-oeste y norte-sur- parece indicar la existencia de importantes relaciones con otras regiones peninsulares.
Antigüedad

Igualmente, el periodo ibérico -oretano, siglos V-I a. C.- y la posterior presencia romana en el valle del río Jabalón confirman la fertilidad del hábitat, cuanto menos hasta el siglo V d. C.
Edad Media

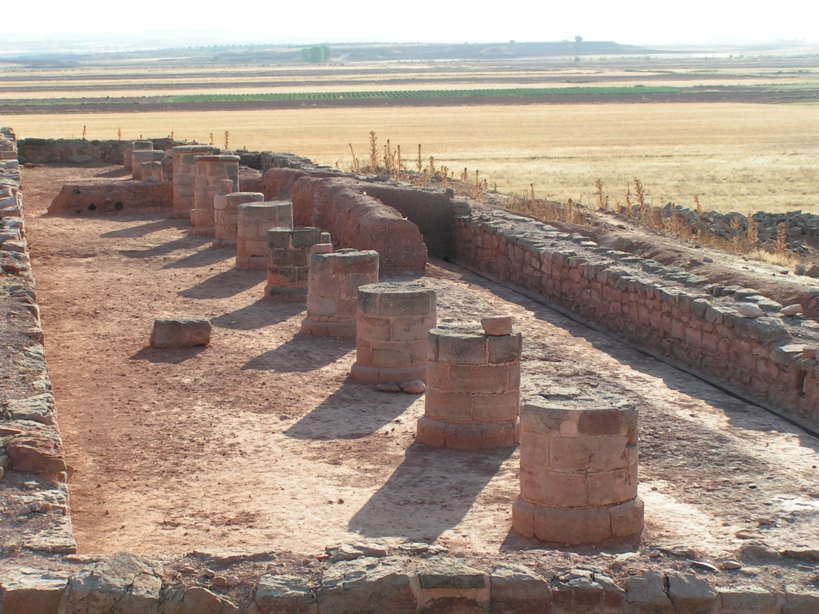
Edificio columnado de Jamila

De este periodo destaca el edificio columnado de Jamila (siglos XIII-XIV). La mayor parte del yacimiento se ha excavado arqueológicamente desde finales de los años 90 del siglo XX por el proyecto arqueológico Entorno Jamila. El yacimiento destaca por tener tres sectores. En el lado meridional se encuentra una estancia alargada con una columnata monumental (14 columnas de un metro de diámetro). En el espacio central se han encontrado distintas estructuras, entre otros, un gran silo que pudo tener la función de pozo. El tercer sector es un casa con hogar, poyo y horno, situada al norte, para lo cual se reaprovechó el material anterior. Esta misma fase utilizó y colmató el pozo como basurero. Se han vertido distintas interpretaciones a este edificio: de carácter religioso y de carácter económico-administrativo. Sobre la función religiosa esta hipótesis ha evolucionado desde las primeras teorías del proyecto arqueológico "Entorno Jamila", que asoció en un principio este edificio a ser un mausoleo romano dedicado a Marco Ulpio Gresiano, un liberto de Trajano, y, tras haber recibido numerosas críticas científicas, actualmente propone que el edificio albergó una ermita cristiana de carácter monumental y dedicada a Nuestra Señora de Jamila, antecedente del santuario actual de Ntra. Sra. de la Antigua. Así lo constatarían dos hallados fortuitos durante las excavaciones, como un capitel decorado o un fragmento de hierro que creen ser de campana. Según estos investigadores, tras su final dramático, incendio, se construyó la mencionada casa central a modo de cortijada. En relación con las funciones administrativas, la hipótesis inicial partió de Carmen García Bueno, al considerar este edificio con las funciones de almacén o pósito, de las cuales proceden las últimas teorías, formuladas por Carlos J. Rubio y fundamentadas en el contexto histórico y arqueológico, de ser este edificio un ejemplo de las muchas casas de bastimento que están documentadas poseía la Orden de Santiago para la explotación rural del territorio y con la cual dicha Orden Militar ejercía su poder señorial.
Paralelamente a Jamila, algo más cerca de Villanueva de los Infantes, se erigió en el cerro de El Castillón el núcleo de Peñaflor. Se trata de una aldea en alto y fortificada con una muralla-cerca de mampostería. A pesar de que está muy arrasada (apenas queda el aljibe y parte de la cerca excavada en los años 80), se ha podido estudiar algunas partes de su necrópolis y se han confirmado las dataciones del siglo XIII. No obstante, el lugar perduró como "fortaleza" (lugar de refugio) de los habitantes de Villanueva de los Infantes como poco hasta principios del siglo XVI.
Edad Moderna

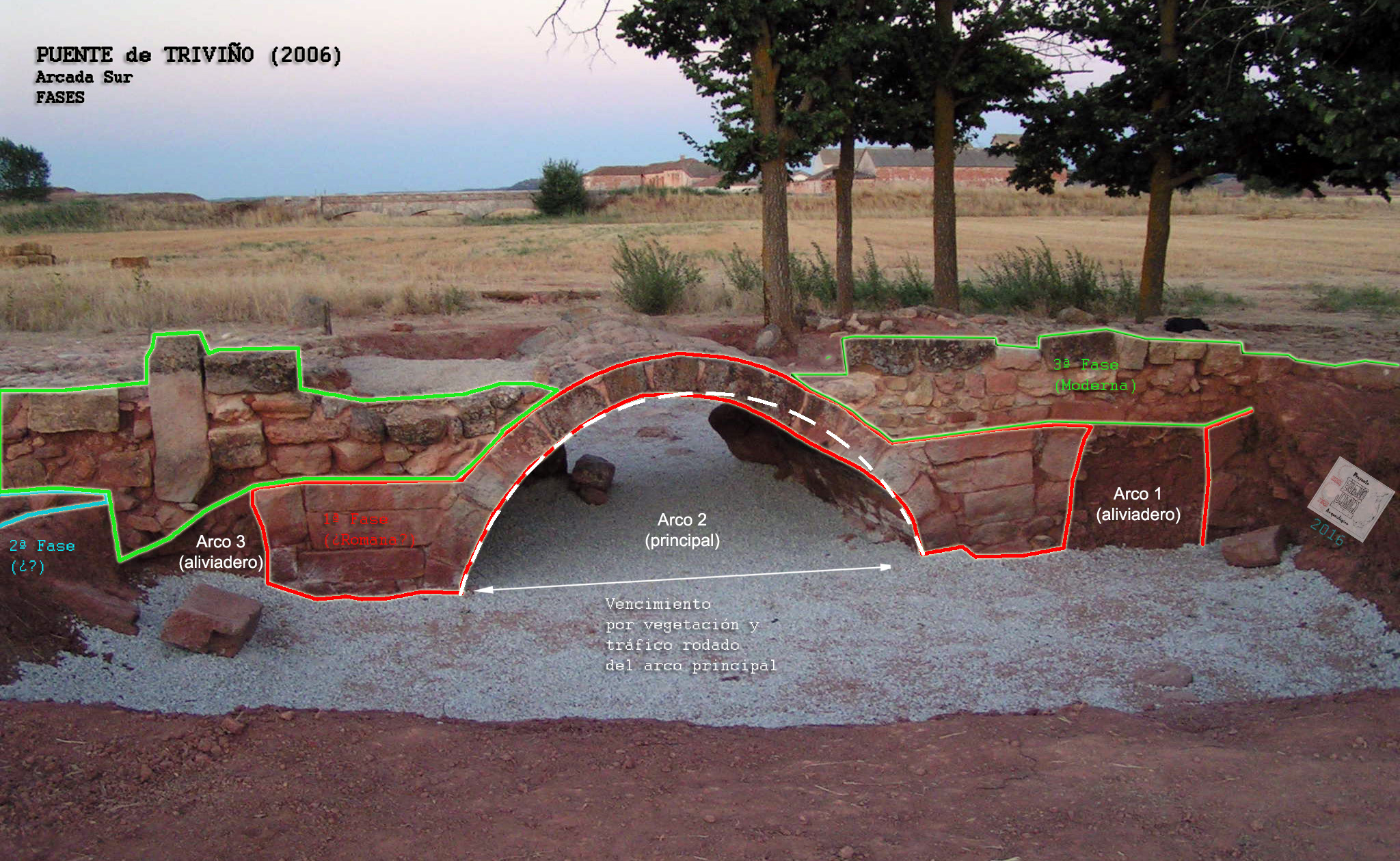
Fases constructivas de la arcada Sur.

De esta etapa destaca el puente de Triviño, una estructura de más de 100 metros, 6 arcos y casi 5 metros de calzada. En 1786 sufrió una gran reconstrucción de la que lo que hoy se ve es su mayor exponente. Se cree que este puente pudo tener un origen romano.

## Arte y arquitectura

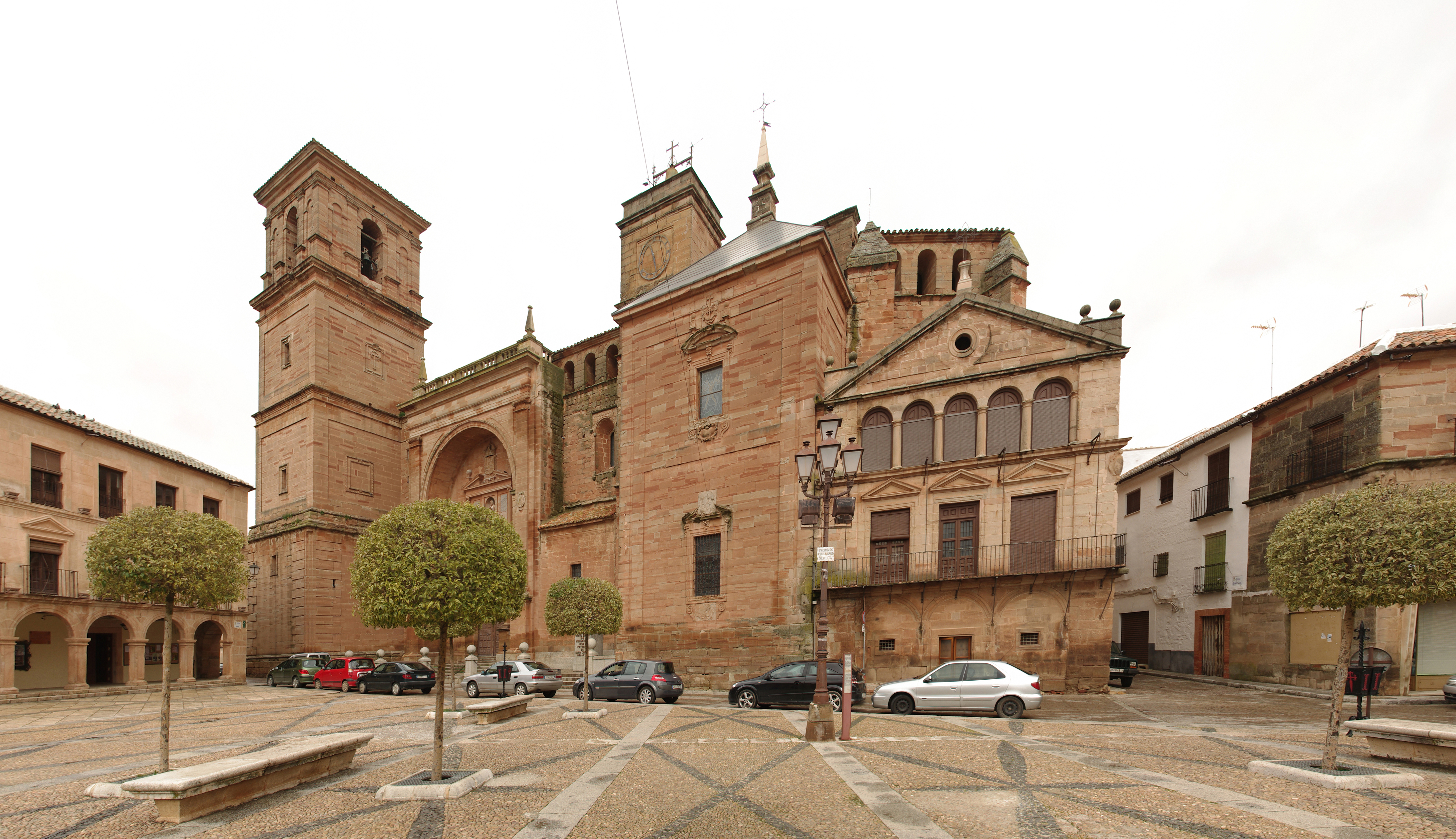
Fachada sur de la Iglesia de San Andrés y parte de la Plaza Mayor.

Villanueva de los Infantes es Bien de Interés Cultural con categoría de Conjunto Histórico,
pues se trata de una villa monumental en sí misma. Dispone de Oficina Municipal de Turismo para guiar a los visitantes por algunos de sus monumentos.

### Arquitectura religiosa

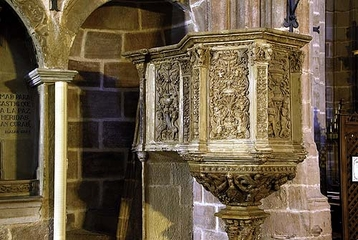
Púlpito plateresco de la Iglesia de San Andrés.

- Iglesia de San Andrés Apóstol.

Actualmente con un acabado de su capitel que nada tiene que ver con el original: tiene un tejado de teja árabe cuando debería tener pizarra negra y plomo, según está descrito en las relaciones topográficas de Felipe II, que dicen:

36) La Iglesia parroquial desta villa es de buen edificio, de una nabe; tiene una torre muy buena en estremo. Es muy galana, muy alta; labrada de sillería, con muchas bentanas y alquitrabes, frisos y cornisas. Con un chapitel hecho de pizarra negra y plomo a la forma de los que Su Magestad a mandado facer en el Escurial y en otras obras suyas. Ay esta pizarra a la parte de sierra Morena, siete leguas desta villa y más cerca

- Iglesia de la Trinidad.
- Iglesia de Santo Domingo.

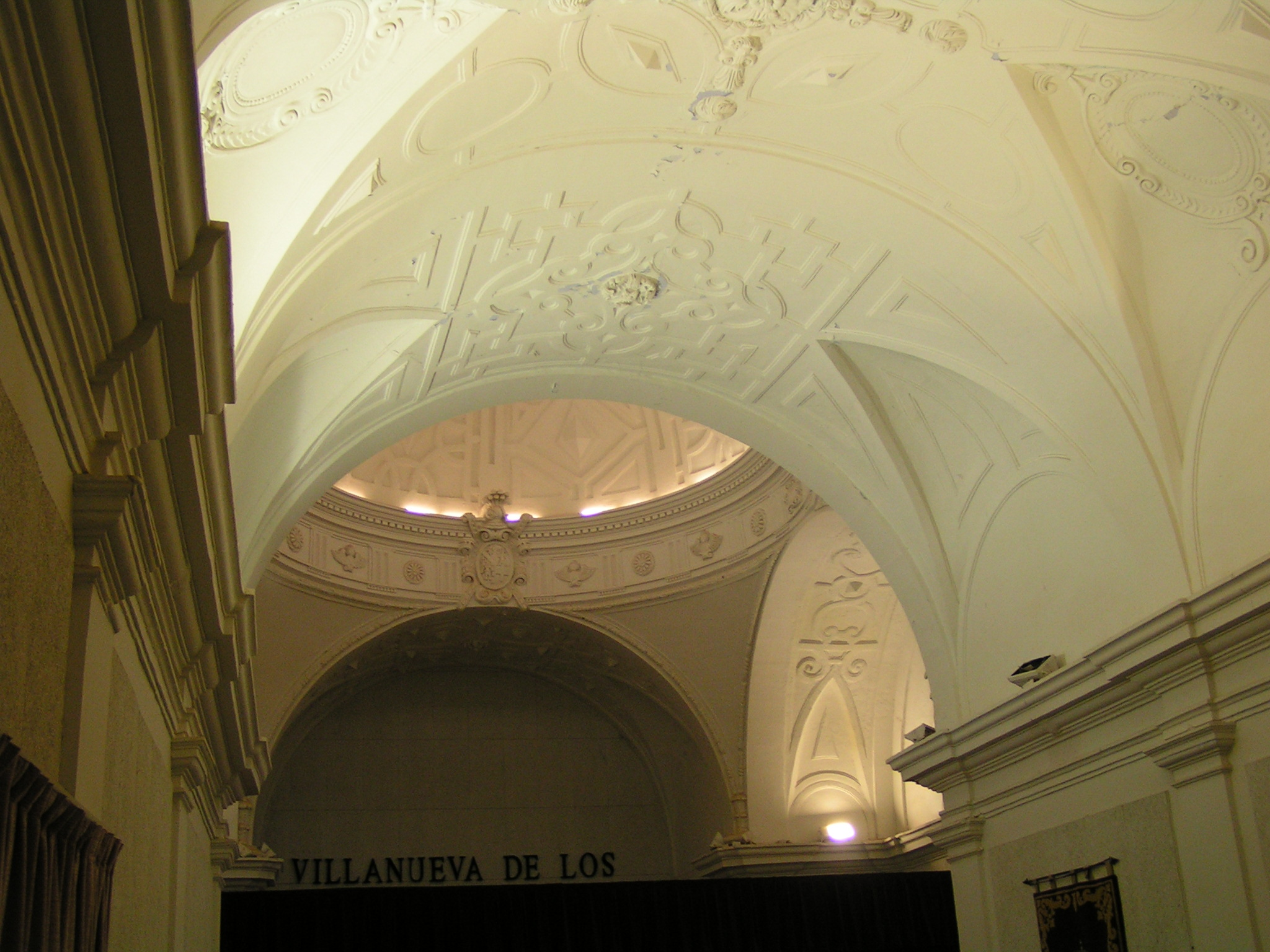
Villanueva de los Infantes.- Convento de las Dominicas.

- Convento de Santo Domingo-Hospedería Real.

- Iglesia de las Dominicas "La Encarnación"- Auditorio.
- Iglesia de las Clarisas (Fuente Vieja).
- Capilla del Remedio.
- Hospital de Santiago.
- Oratorio de Santo Tomás de Villanueva.
- Casa de la Inquisición (fachada).
- Santuario de Ntra. Sra. de la Antigua.

### Arquitectura civil
- Plaza Mayor.
- Alhóndiga-Casa de Cultura.

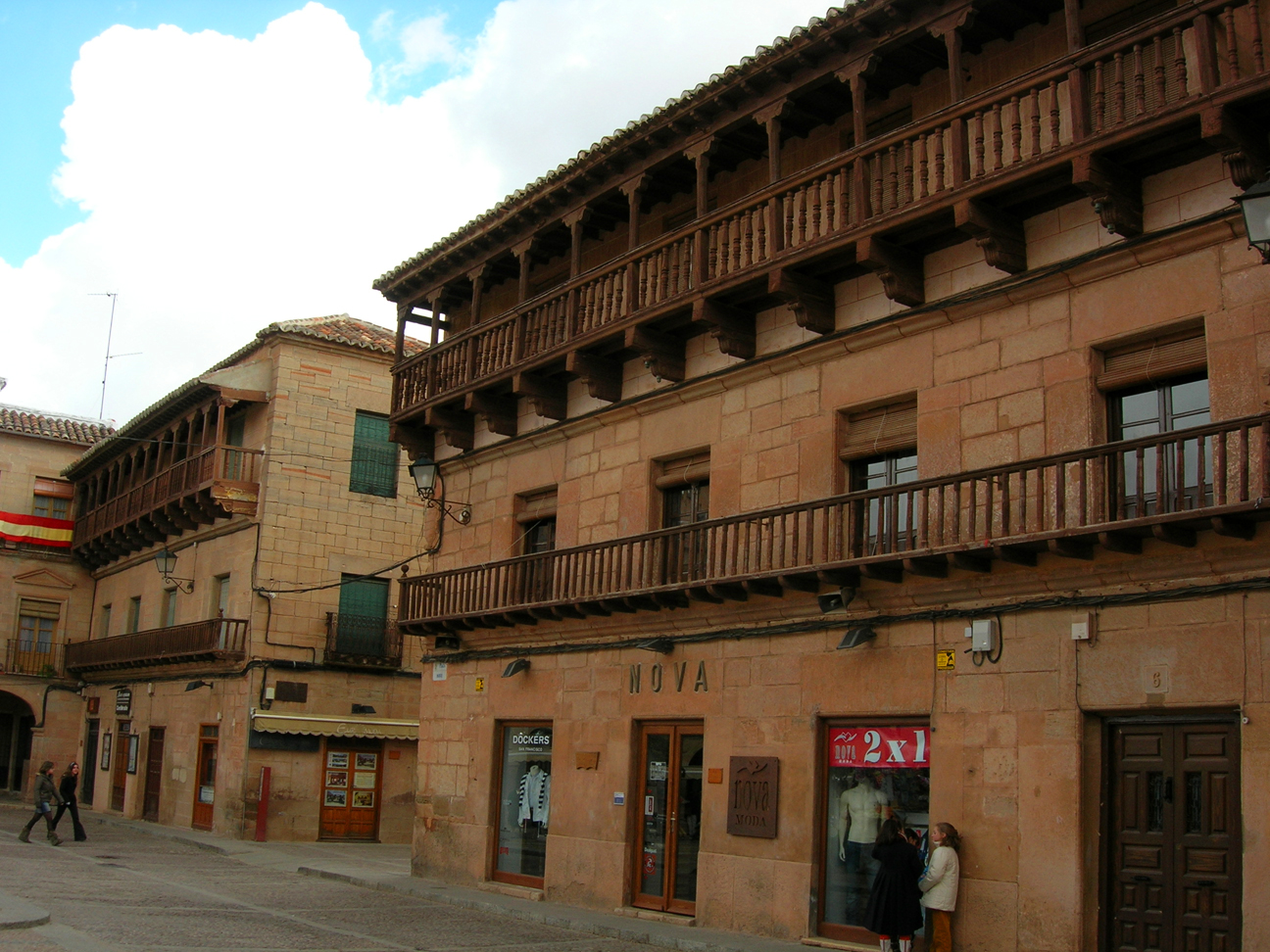
Villanueva de los Infantes.- Balconada de la Plaza Mayor.

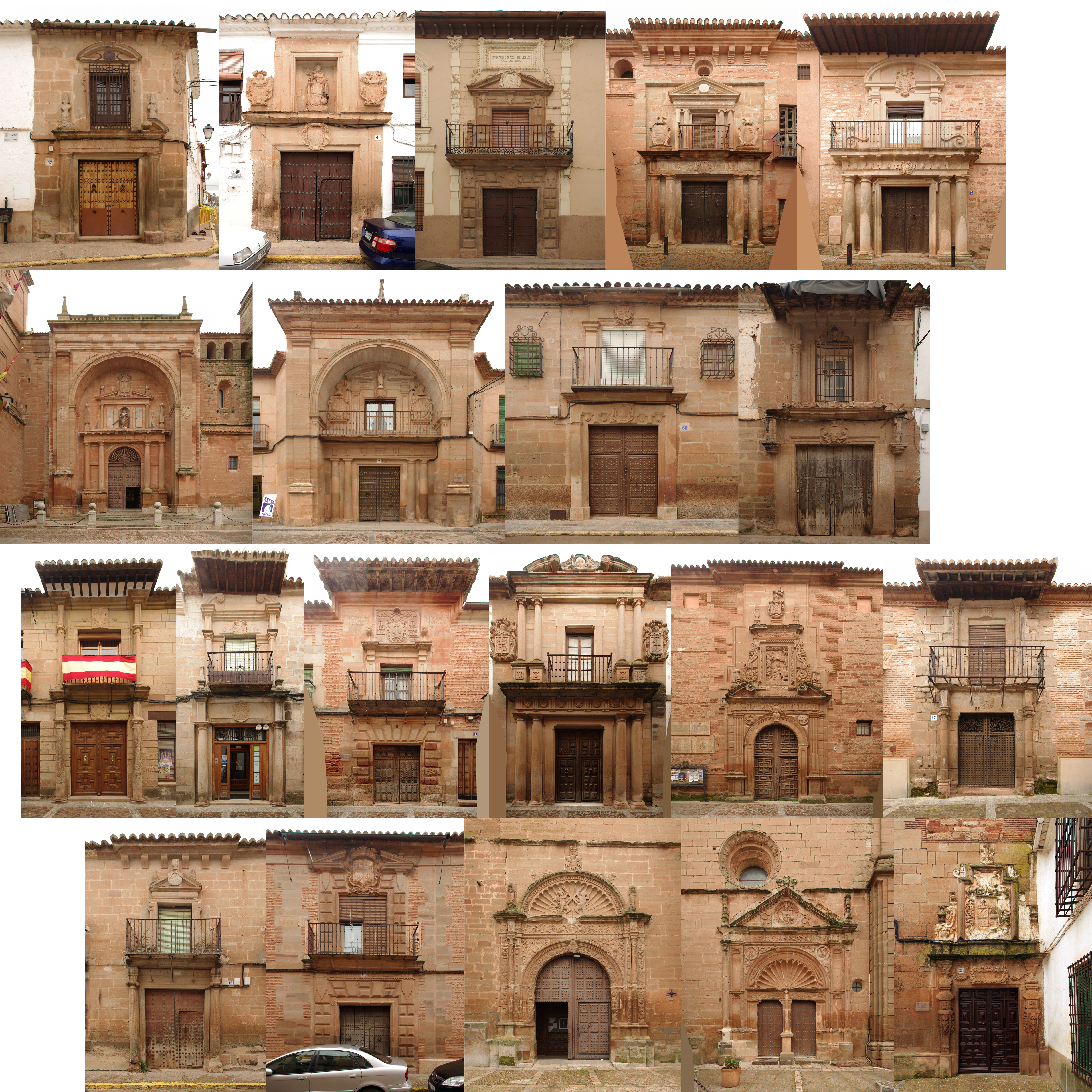
Portadas de Villanueva de los Infantes.

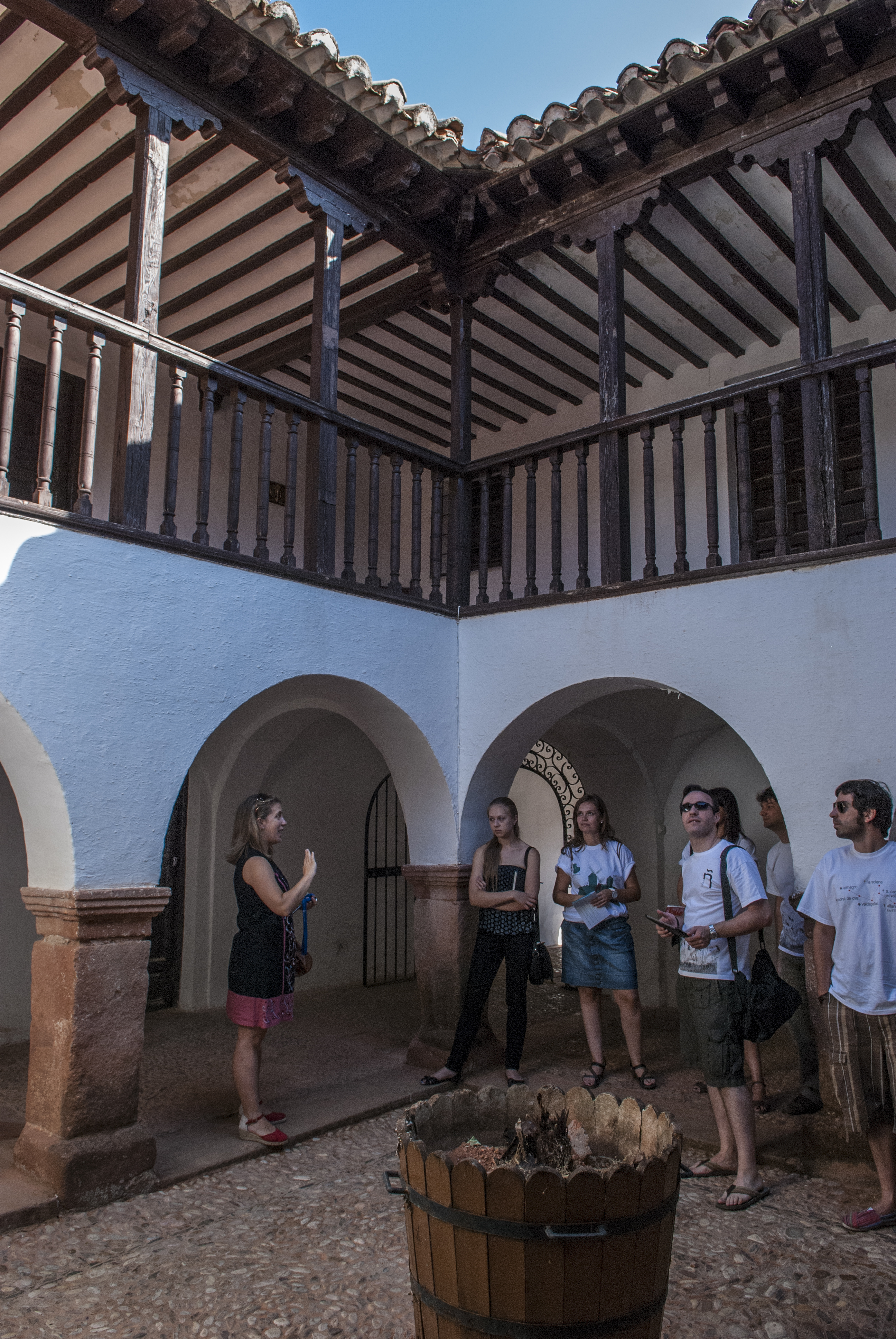
Villanueva de los Infantes es miembro del programa cultural Ruta Ñ para el fomento de la cultura y el idioma español. Foto: Estudiantes de español en la Casa de los Estudios.

- Casa del Arco. Es Bien de Interés Cultural con categoría de Monumento.[34][35]

- Casa de Comedias (Parte de la fachada).
- Colegio Menor-Casa del Estudio.

- Palacio de los Rebuelta o Casa Solar de los Bustos. Es Bien de Interés Cultural con categoría de Monumento.[36][37]

- Palacio de Melgarejo
- Palacio de los Ballesteros.
- Palacio del Marqués de Entrambasaguas.
- Casa del Caballero del Verde Gabán (así conocida popularmente).
- Palacio de Rueda.

## Transporte y comunicaciones

### Carreteras
- CM-412
- CM-3127
- CM-3129
- CR-632

### Autobuses
No tiene.

## Gastronomía
En Villanueva de los Infantes podemos disfrutar de los platos y vinos típicos de la Mancha. Entre los platos más típicos encontramos los galianos, las migas, el tiznao, los huevos a la porreta, el ajo y el pisto manchego. Destaca el queso manchego tanto del pueblo como de las localidades de sus alrededores. Sus vinos pertenecen a la Denominación de Origen de la Mancha y su aceite a la del Campo de Montiel. El plato más típico y autóctono de la localidad es la "ensalá de limón", que se realiza con zumo y pulpa de limón, cebolla, aceite, pimentón y manzana o naranja.

## Patrones
La patrona de Villanueva de Los Infantes es Nuestra Señora la Virgen de La Antigua, una talla del siglo XIII conocida en la Edad Media como Santa María de Jamila. Fue coronada canónicamente el último sábado de mayo del año 2000, por el obispo prior de Ciudad Real, Rafael Torija de la Fuente. Su fiesta se celebra el día 8 de septiembre, Natividad de Nuestra Señora. El patrón es Santo Tomás de Villanueva, cuya fiesta se celebra el 18 de septiembre, con privilegio pontificio (la fiesta de Santo Tomás de Villanueva se celebra el 10 de octubre).

## Patrimonio inmaterial
Por orden cronológico:

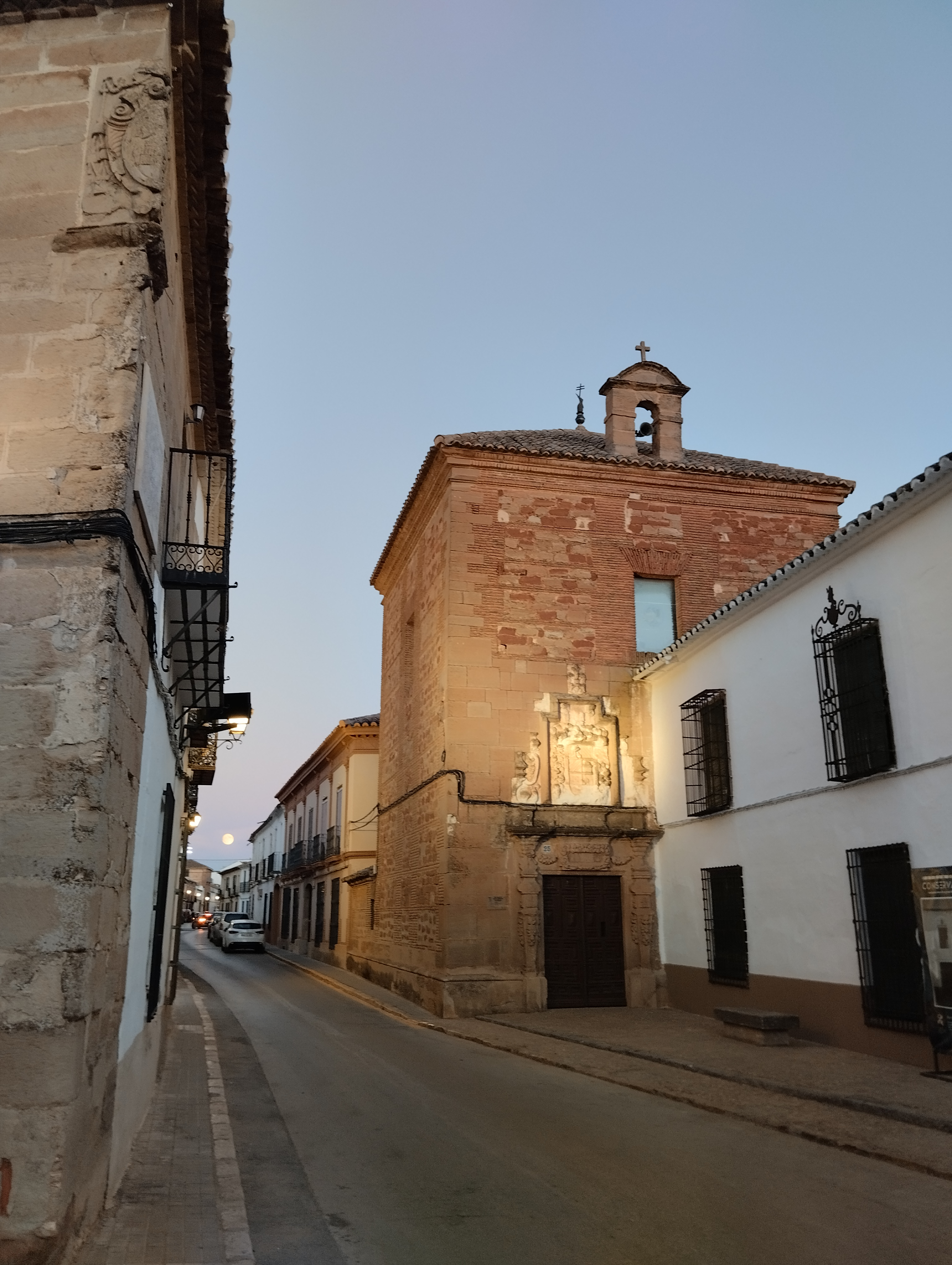
Calle de Villanueva de los Infantes

- San Antón (17 de enero).- Fiesta recientemente recuperada junto a la ermita del Santo.
- Carnavales.- Cada año con más repercusión.
- Semana Santa.
- San Marcos (25 de abril).- Espantar al Diablo (comida campestre y santificación de cosechas).
- Los Mayos (noche del 30 de abril).- Cantos de las cuadrillas de jóvenes a las damas queridas.
- Las Cruces (2-3 de mayo).- Engalanamiento vegetal y figurado de las cruces de las ermitas del pueblo y de otras cruces que se instalan en domicilios particulares. Se visitan durante la noche y los visitantes pueden pasar al charco donde toman "el puñao" (cereal tostado con anises, pasas, etc.) y ponche casero.
- San Isidro.-Procesión y concurso de arada, habilidad con el tractor, etc.
- San Cristóbal.- Procesión el sábado más próximo a su festividad (10 de julio).
- Verbena de Ntra. Sra. de La Antigua (Penúltimo fin de semana de agosto).- Comida y juerga entre pandas del pueblo en el Santuario durante la noche, en principio para acompañar a la Virgen a la mañana siguiente al pueblo.
- Ferias y fiestas locales (último fin de semana de agosto).- Atracciones y chiringuitos en el Parque de la Constitución.
- Pisto Gigante (primer fin de semana de septiembre).- Pisto gigante organizado por Turinfa y desarrollado junto a las Jornadas Internacionales de Folklore del Campo de Montiel. Tiene el récord mundial Guinness como el pisto más grande de la historia.
- Fiestas patronales.-En honor a Santo Tomás de Villanueva (18 de septiembre) y a la Virgen de la antigua (8 de septiembre), se realizan novenas, procesiones y Eucaristías.
- Cristo de Jamila (14 de septiembre).-Verbena popular junto a su ermita.
- Santo Tomasillo (22 de septiembre).-Eucaristía, reparto de pan de caridad y verbena popular junto a su ermita.
- San Miguel (29 de septiembre).-Eucaristía.
- Subasta de la Virgen (penúltimo domingo de septiembre).-Se pujan objetos donados por ciudadanos o comercios de la localidad a los patrones con el fin de recaudar dinero para el cuidado del santuario o mantenimiento de la Cofradía.
- Llevada al Santuario a la Virgen (primer domingo de octubre).
- Maitines (24 de diciembre): Celebración en pandas de amigos de la Nochebuena.